# Hafenpark (Frankfurt am Main)

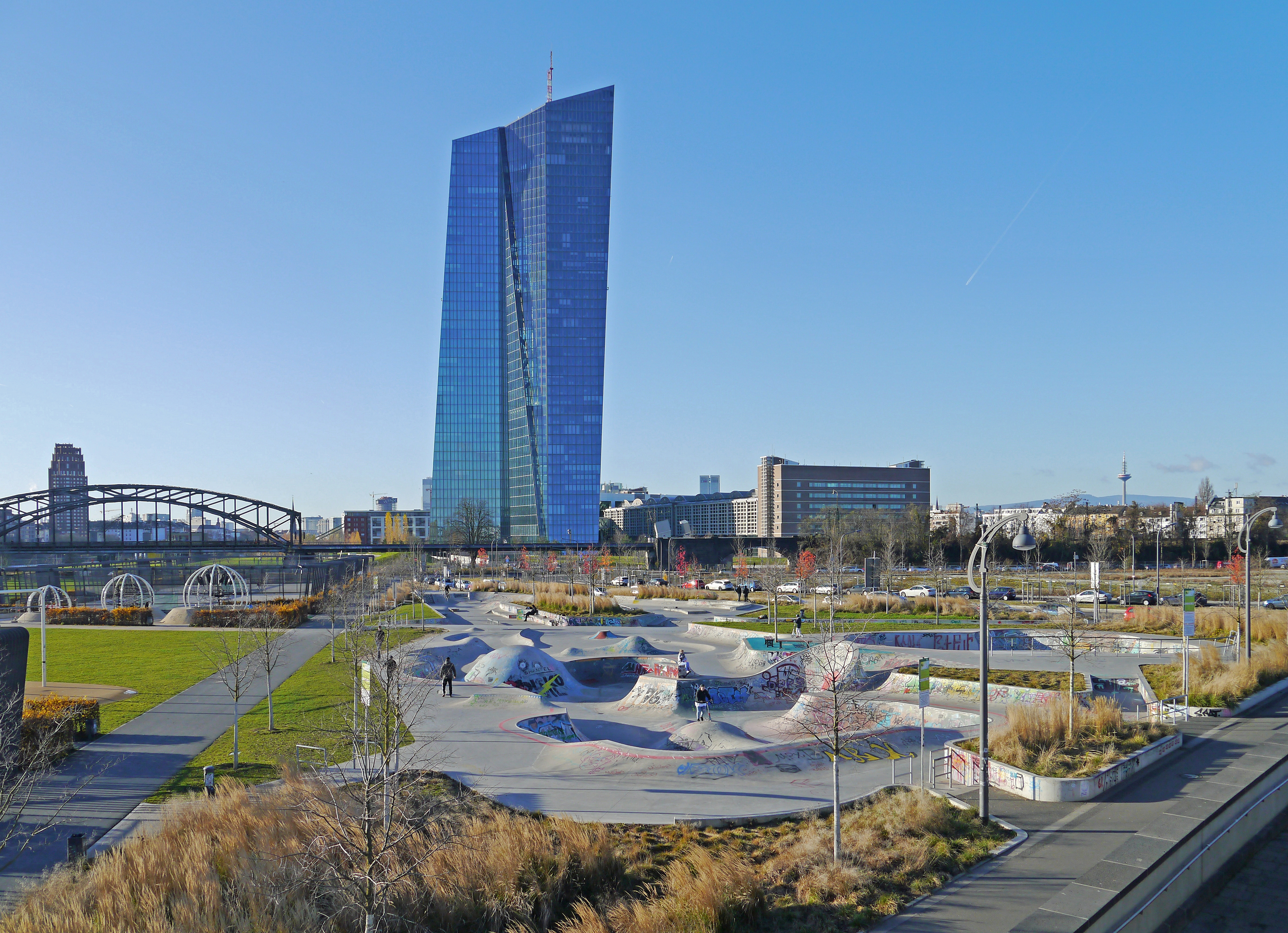
Skateboard-Parcours im Hafenpark; dahinter das Hochhaus der Europäischen Zentralbank

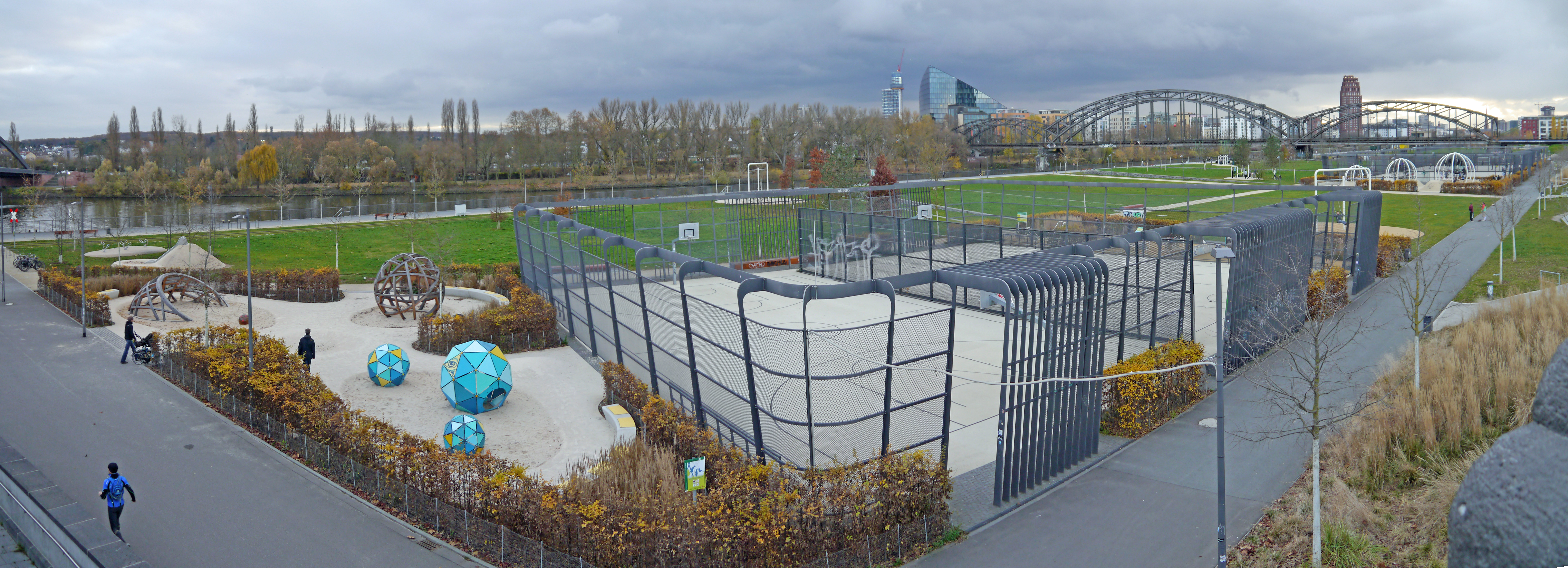
Spiel- und Sportplätze, sowie Rasenflächen im Hafenpark

Der Hafenpark ist ein vier Hektar großes Sport- und Freizeitgelände im Frankfurter Ostend, am nördlichen Mainufer zwischen Deutschherrnbrücke, Mayfarthstraße und Honsellstraße. Der Park ist das Ergebnis eines europäischen Planungswettbewerbes von 2009, ausgeschrieben durch das Grünflächenamt der Stadtverwaltung Frankfurt am Main. Die Einweihung fand am 18. Juli 2015 statt.
Der Park entstand durch die gartenarchitektonische Neugestaltung von Brachflächen. Diese waren entstanden im Rahmen des Neubaus der Europäischen Zentralbank und der damit verbundenen Brücken- und Straßenrenovierungsarbeiten sowie durch den Neubau der Osthafenbrücke und deren verkehrstechnische Anbindung an das Straßen- und Wegenetz. Der Hafenpark ist in den Frankfurter Grüngürtel und dessen Netz von Rad- und Wanderwegen eingebunden, ein Abschnitt des Grüngürtel-Rundwanderwegs führt am Westrand des Parks entlang. Anschluss an den öffentlichen Nahverkehr in Frankfurt am Main besteht über den rund 500 m nördlich gelegenen Frankfurter Ostbahnhof.